# Jacob Abrahamsson
Jacob Abrahamsson, född 26 augusti 1784 i Klockrike församling, Östergötlands län, död 22 december 1847 i Vikingstads församling, Östergötlands län, var en svensk präst.

## Biografi
Jacob Abrahamsson föddes 1784 i Klockrike församling. Han var son till vice häradshövdingen Johan Abrahamsson och Anna Maria Hallin. Abrahamsson blev 1803 student vid Uppsala universitet och prästvigdes 19 april 1809. Han blev 1809 domkyrkoadjunkt i Linköping och var från 1809 till 1819 lasarettspredikant i Linköping. Den 16 december 1814 blev han slottspredikant på Linköpings slott och 1816 hospitalspredikant vid Hospitalskyrkan, Linköping. Abrahamsson blev 29 september 1819 komminister i Linköpings församling, tillträde direkt och blev 8 augusti 1821 kyrkoherde i Vikingstads församling, tillträde 1823. Han utnämndes 4 augusti 1826 till prost och blev 27 september 1828 kontraktsprost i Vifolka och Valkebo kontrakt. Han blev 1841 L. V. O.. Abrahamsson avled 1847 i Vikingstads församling.

## Familj
Abrahamsson gifte sig 1 november 1819 med Christina Tornberg (född 1796). Hon var dotter till guldsmeden Nils Tornberg och Maria Magdalena Dahl. De fick tillsammans barnen Jacob Abrahamsson (1821–1821), vice häradshövdingen Israel Abrahamsson (1822–1876), Cecilia Abrahamsson (född 1824) och Sofia Abrahamsson (1829–1844).